# Antonio Martín Caruana
Antonio Martín Caruana (Madrid, 13 de enero de 1953), conocido como Ñete, es un músico español, intérprete de batería, miembro de la banda Nacha Pop.

## Biografía
Tercero de siete hermanos, es hijo de un abogado y una maestra, que tocaban el piano como aficionados. Junto con sus hermanos, formaron un grupo musical familiar. Desde los 12 años, a raíz de recibir una caja como regalo de reyes, aprendió a tocar instrumentos de percusión de forma autodidacta. Se crio en el barrio de Alonso Martínez, y estudió en el Colegio Ramiro de Maeztu. Posteriormente inició estudios de Derecho, que abandonó. Desde la infancia, conoce a Antonio Vega.

## Zapatón
En 1974 funda, junto con Tony Luz (exmiembro de Pekenikes), Rafa Fortes y Enrique Guerrero, el grupo Zapatón, con el que se dedican a hacer versiones de temas de rock de los años 60, en su mayoría instrumentales. En 1977 graban su único disco (Zapatón) con la discográfica Hispavox, en la que Ñete trabajaba como músico de estudio. El grupo cesa su actividad en 1977.

## Nacha Pop
Desde la fundación del grupo en 1978, forma parte de Nacha Pop, junto con Antonio Vega, Nacho García Vega y Carlos Brooking. En 1980 publican su primer disco. En 1985 Ñete abandona el grupo, que se disuelve en 1988.

## Después de Nacha Pop
Tras la disolución del grupo, Ñete se concentra en su carrera de músico profesional, alcanzando una importante reputación que lo lleva a colaborar con Toreros Muertos, Los Secretos, Joaquín Sabina o Antonio Vega, así como a la producción de nuevos valores.

## Discografía

### Con Zapatón
- 1977 Zapatón (Hispavox)[2]

### Con Nacha Pop
- 1980: Nacha Pop (Hispavox, 1980)
- 1982: Buena disposición (Hispavox, 1982)
- 1983: Más números, otras letras (DRO, 1983)
- 1985: Dibujos animados (Polydor, 1985)

En 1984, el grupo participa en la película A tope, dirigida por Tito Fernández, en la que interpretan la canción Agárrame a tí.